# 捷豹

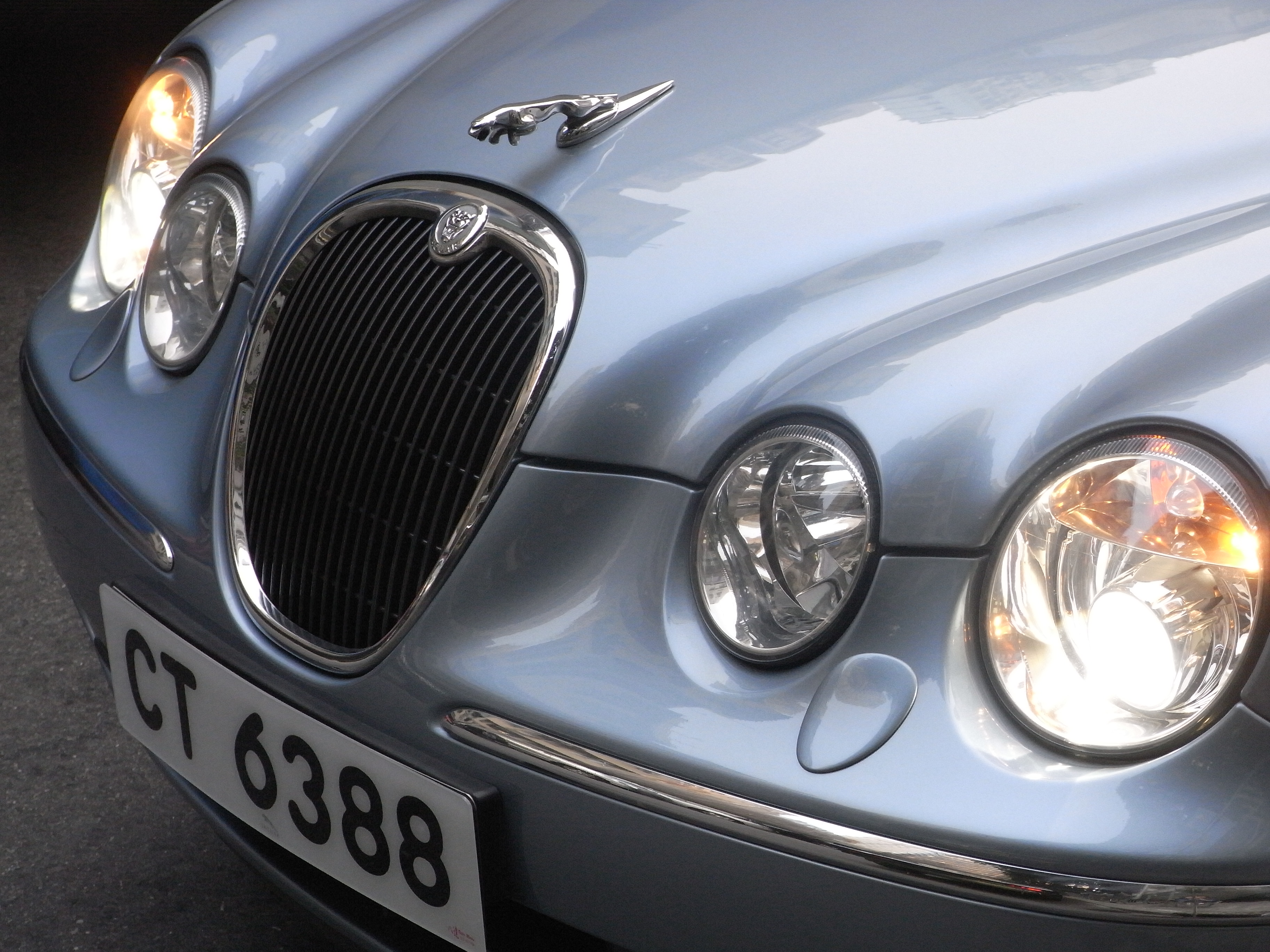
捷豹S-Type（已停產）的車頭水箱護罩設計，將復古造型元素融入現代車輛的設計中，是捷豹車廠的品牌特色之一。

捷豹是英国汽车生产商捷豹路虎旗下一個豪华汽车品牌，总部起初座落于英格兰考文垂的布朗兰，后迁至考文垂的惠特利。1922年成立之初製造摩托車的掛邊車，名为Swallow Sidecar Company，簡稱汽车公司，後來改裝汽車生產SS90與SS100車款，SS100有使用美洲豹Jaguar的副車名，但因納粹黨衛軍的簡稱也是SS，所以1945年公司改名為Jaguar。2013年，捷豹汽车有限公司（Jaguar Cars Limited）與路虎合併為捷豹荒原路華。
早在1935年的積架SS100就以匹敵之前賓利的名車但價格不足一半，以“窮人的賓利”自居而在競爭上佔了優位，而賓利Speed Six便是第一款被廠家自封為超跑的產品，所以第一代超跑殺手就是積架ss 100了。而在1992-1994年間生產的XJ 220更是當時世界最快的量產型汽車，也是一般人公認英國第一款超級跑車。
二戰後XK120等車在賽車場上的成功幫捷豹建立名聲，1960年，捷豹收購丹拿汽車，並以此品牌作為XJ車系中最高階的產品級距。1968年，英國政府發動整合英國汽車工業的計畫，捷豹被併入英國汽車集團（即之後的英國禮蘭汽車公司）。這個汽車工業整合計畫並不成功，禮蘭汽車旗下的許多品牌經過多次改組仍未能挽回頹勢；但是相對的，擁有自主研發能力與豐富造車經驗的捷豹，卻仍能以穩定的步伐成長，生產轎車XJ與跑車E-Type後繼車車種XJS十分成功。1984年捷豹脫離禮蘭汽車獨立，但隨後在取代XJ系列的XJ40車系改款業務中，當時的董事長伊根爵士坦承評估錯誤，使得新車叫好不叫座，因品質問題造成經營困擾。於是在全球性的車廠整併風潮中，於1989年由美國福特汽車以40.7億美元併購，總算解危。
2008年3月26日福特汽車內部因經濟情勢不佳而改組旗下品牌，又以23億美元把積架連同路虎售予印度塔塔汽車。
捷豹和奧迪一樣發展耐撞又輕量化的鋁合金車身技術，新型XJ車款採用全鋁合金車身，並如同飛機機身一樣採用鉚釘接合。
捷豹路虎宣布於2025年停產內燃機動力的捷豹車型，實現全面電動化。

## 轎車

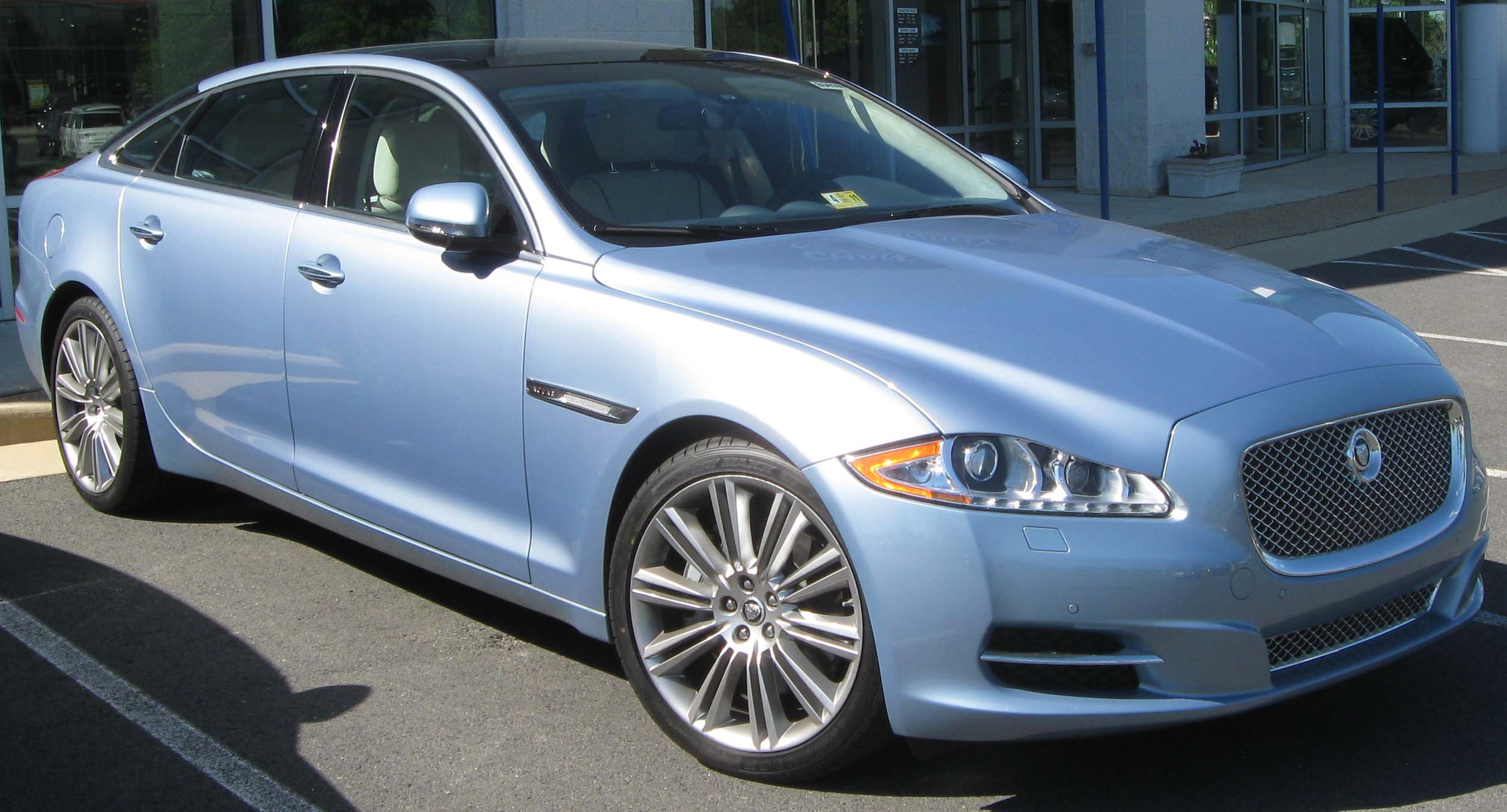
XJ車系的頂級款式，XJ-L

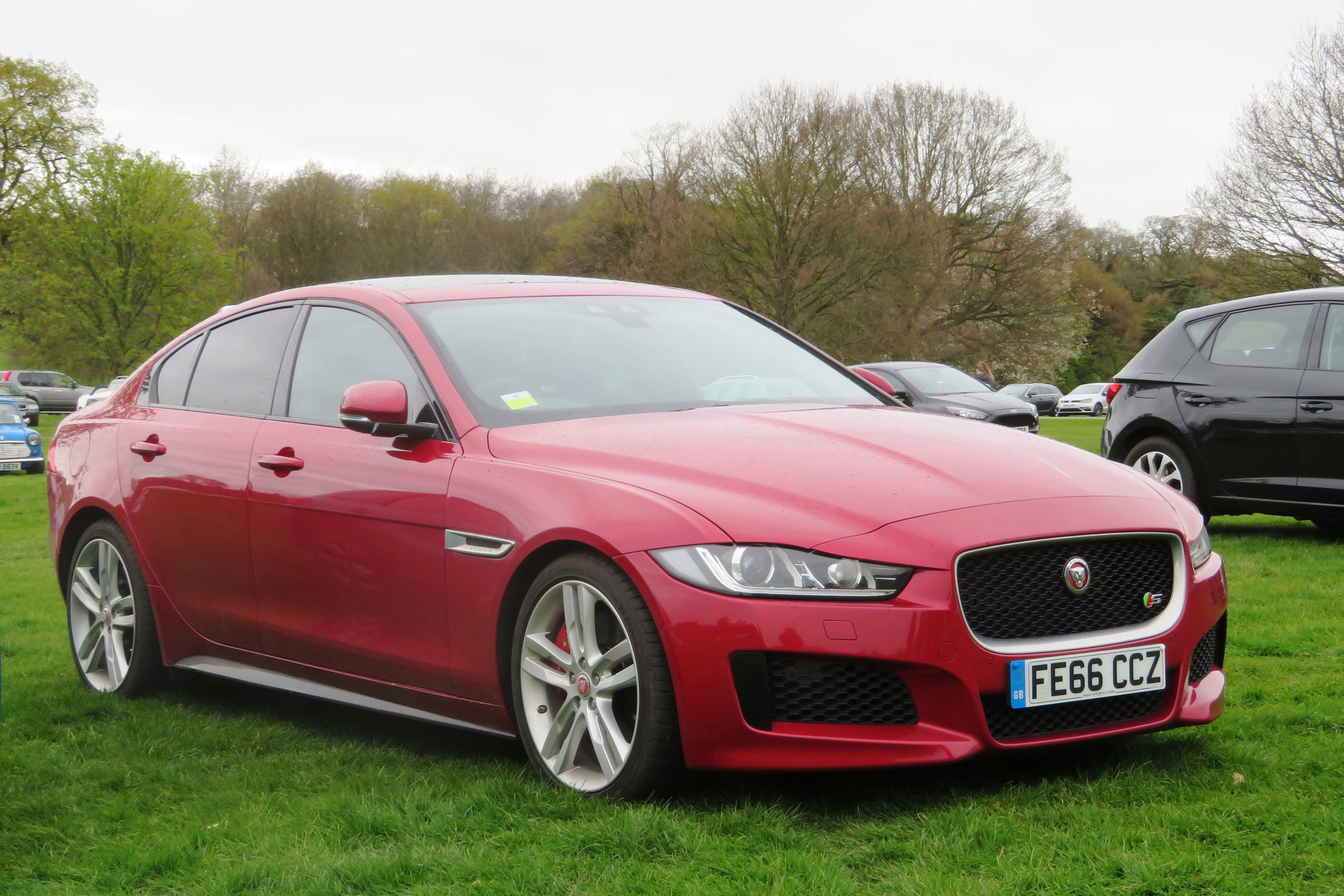
XE車系的頂級款式，XE-S

- XJ：大型豪華轎車系列，1986年新一代XJ採用多功能電子儀表板附小型鍵盤，首創J型排擋座，將排檔桿撥向左邊的排檔槽後就無倒車檔與空檔，可直接切換各個前進檔位，是今日手自排的先驅。
- XE：入門級豪華轎車系列。
- XF：中型主管級轎車系列，將J型排檔座改為量產車首見的電子旋鈕式。

## 跑車／運動車

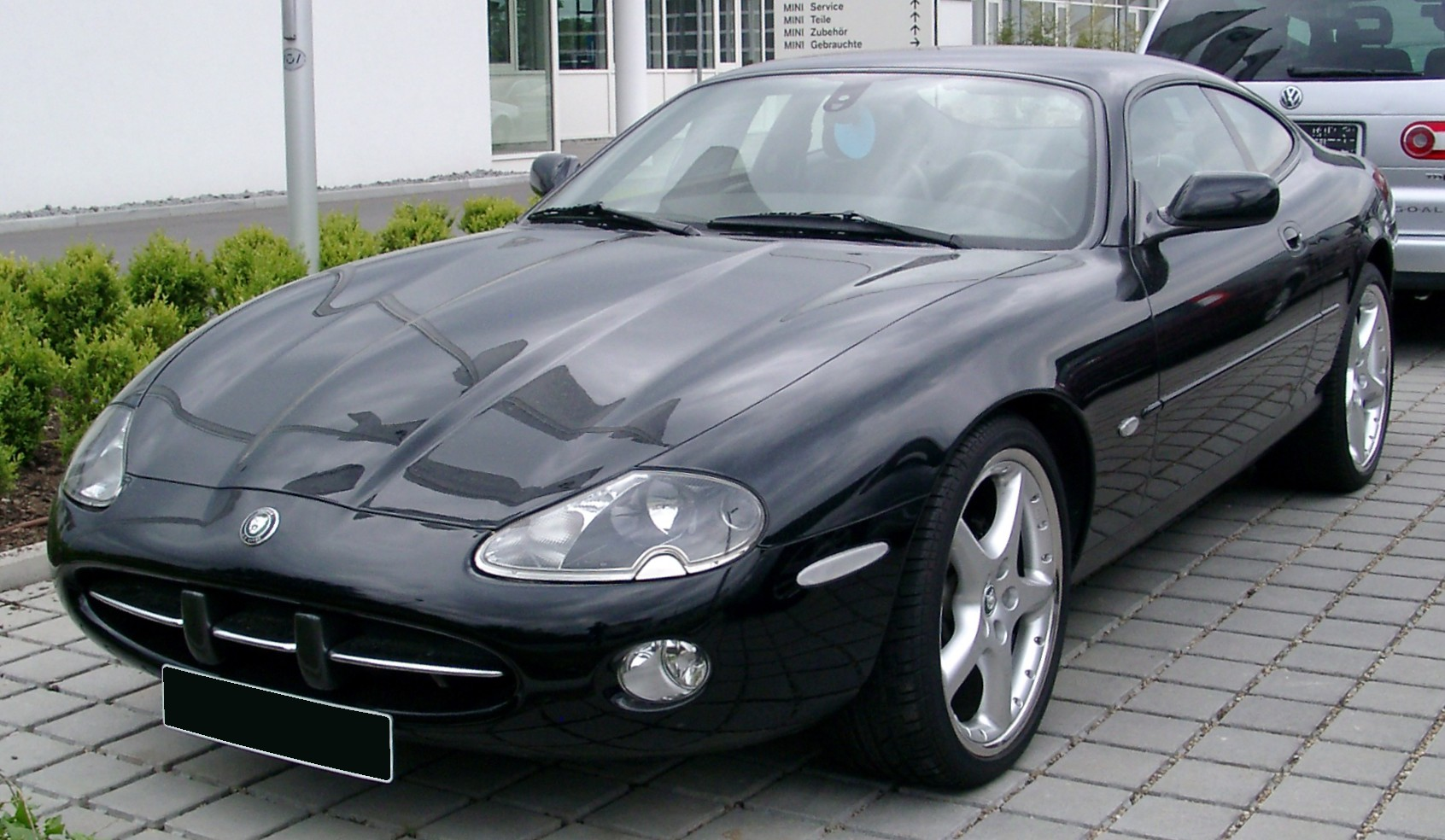
捷豹XK8

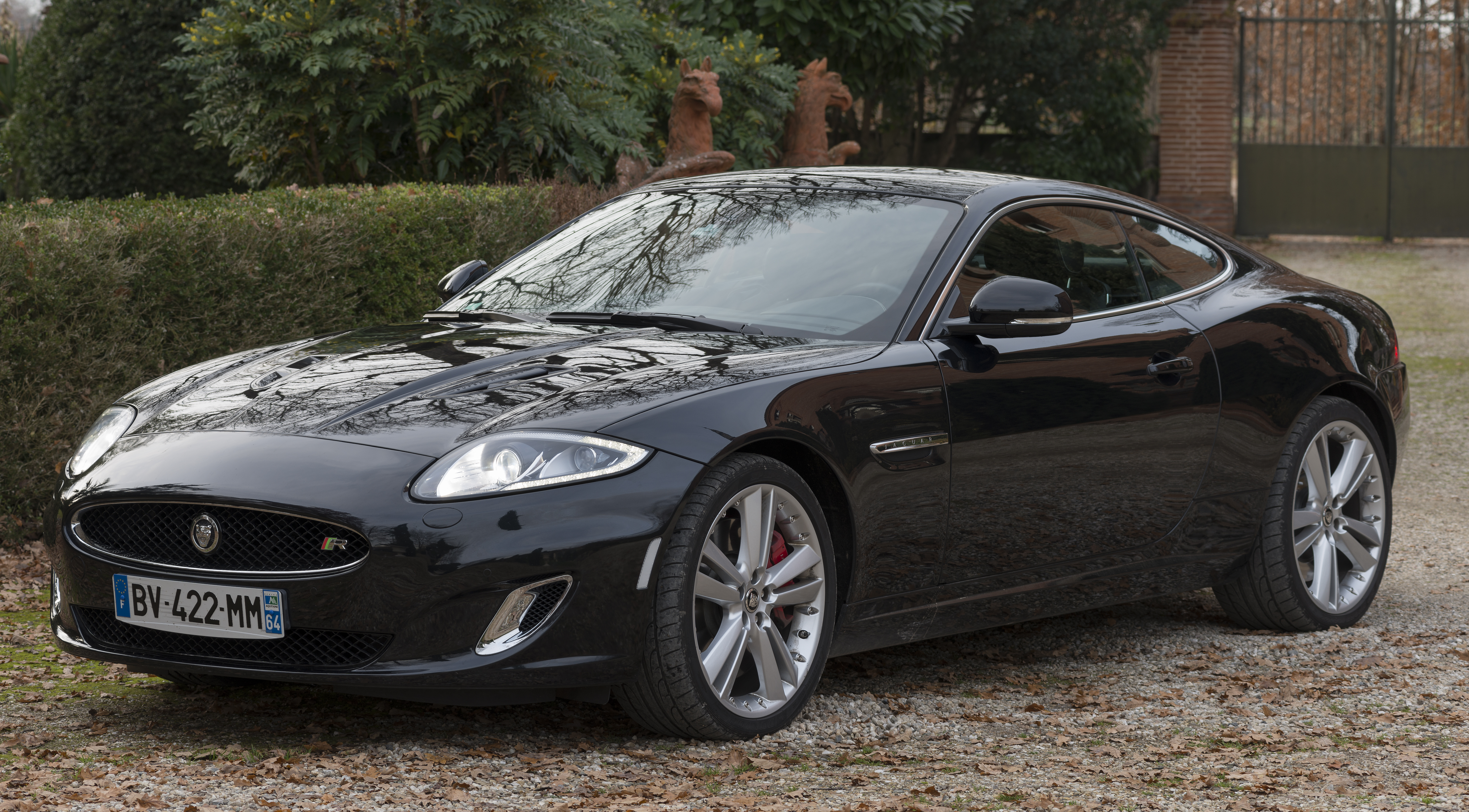
捷豹XK車系的頂級性能款式，XKR

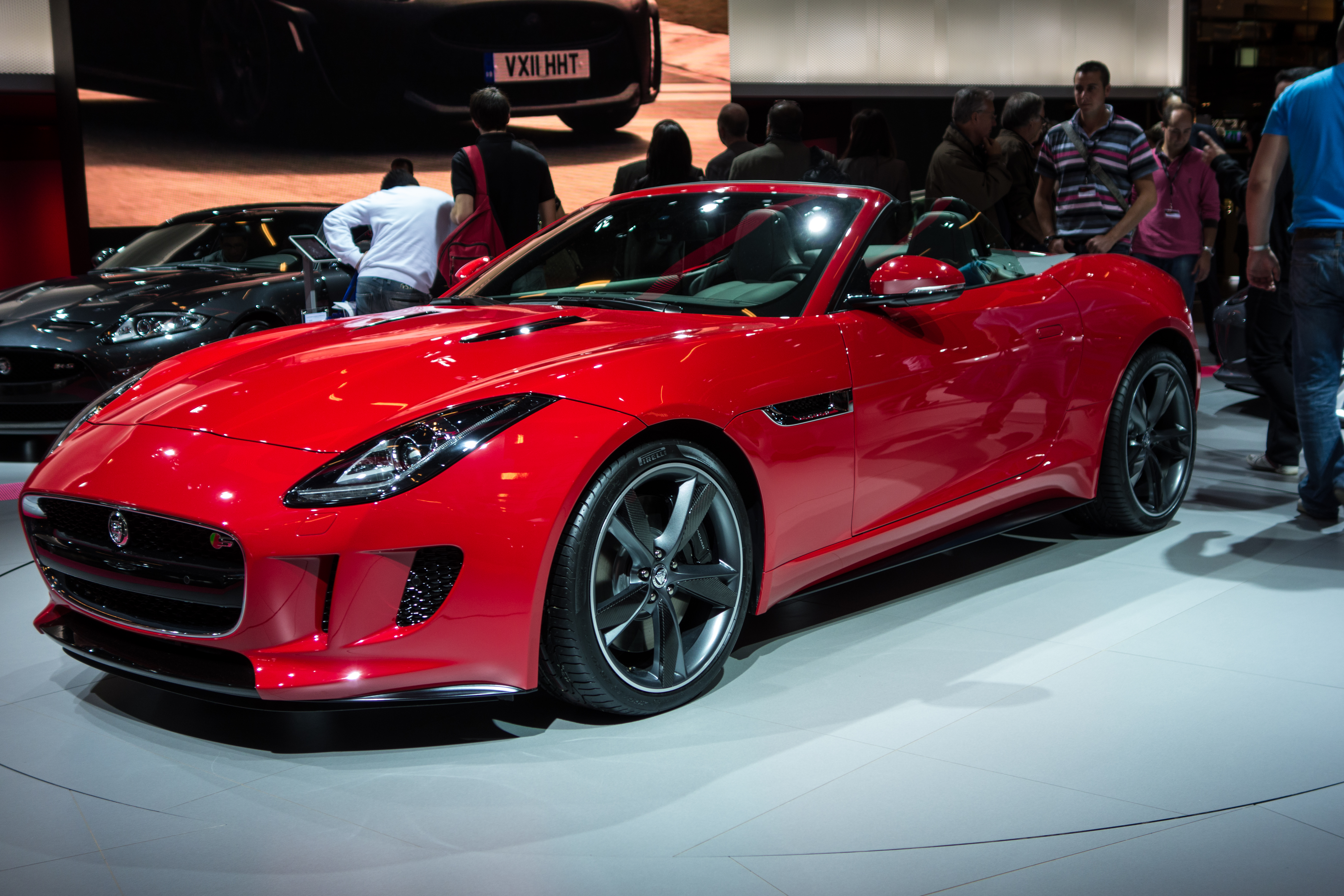
捷豹F-Type，攝於2012年巴黎車展會場

- XK（英语：Jaguar XK）：採2+2座位配置的豪華轎跑車／敞篷車系列。
- F-Type：配備V6或V8引擎的雙座轎跑車／敞篷車，有雙門敞篷或硬頂車款，採用輕量化全鋁合金車身，Jaguar車廠使用高延展性配方的鋁合金，因此其車身鈑金型狀能用重型模具壓造成型。
- F-Pace：品牌史上第一款運動型多用途車。
- E-Pace：入門級運動型多用途車。跨界休旅車
- I-Pace：品牌史上第一款純電動車。

## 各地區中文譯名
- 中国大陆：捷豹（汽车爱好者们也经常称之美洲虎或美洲豹）。
- 香港：積架。
- 台灣：早年引進時福特系代理商使用捷豹的譯名，但近年來已改為直接使用原文名稱Jaguar而甚少中譯。
- 新加坡：惹卦。